# Kate Austen
Kate Austen is een personage uit de televisieserie Lost, uitgezonden in Amerika door ABC en in Nederland door Net5.
Kate Austen is een van de Oceanic Six, en wordt gespeeld door Evangeline Lilly. Na enkele afleveringen wordt duidelijk dat Kate een gevangene was en verschillende misdaden had begaan. Haar begeleider, een agent, overleed na de crash. Jack en Kate komen na enkele seizoenen voor korte tijd terug in de bewoonde wereld en trouwen. Hierna gaan ze terug naar het eiland zodat ze de anderen kunnen redden.